# آسكا
كاناكو أوراي (باليابانية: 浦井 佳奈子 ؛ ولدت في 26 سبتمبر 1981) مصارعة محترفة يابانية موقّع حاليًا على دبليو دبليو إي، حيث تؤدي عرض راو تحت اسم الحلبة آسكا ، حيث هي بطلة سيدات راو الحالية في عهدها الأول.

## عنها

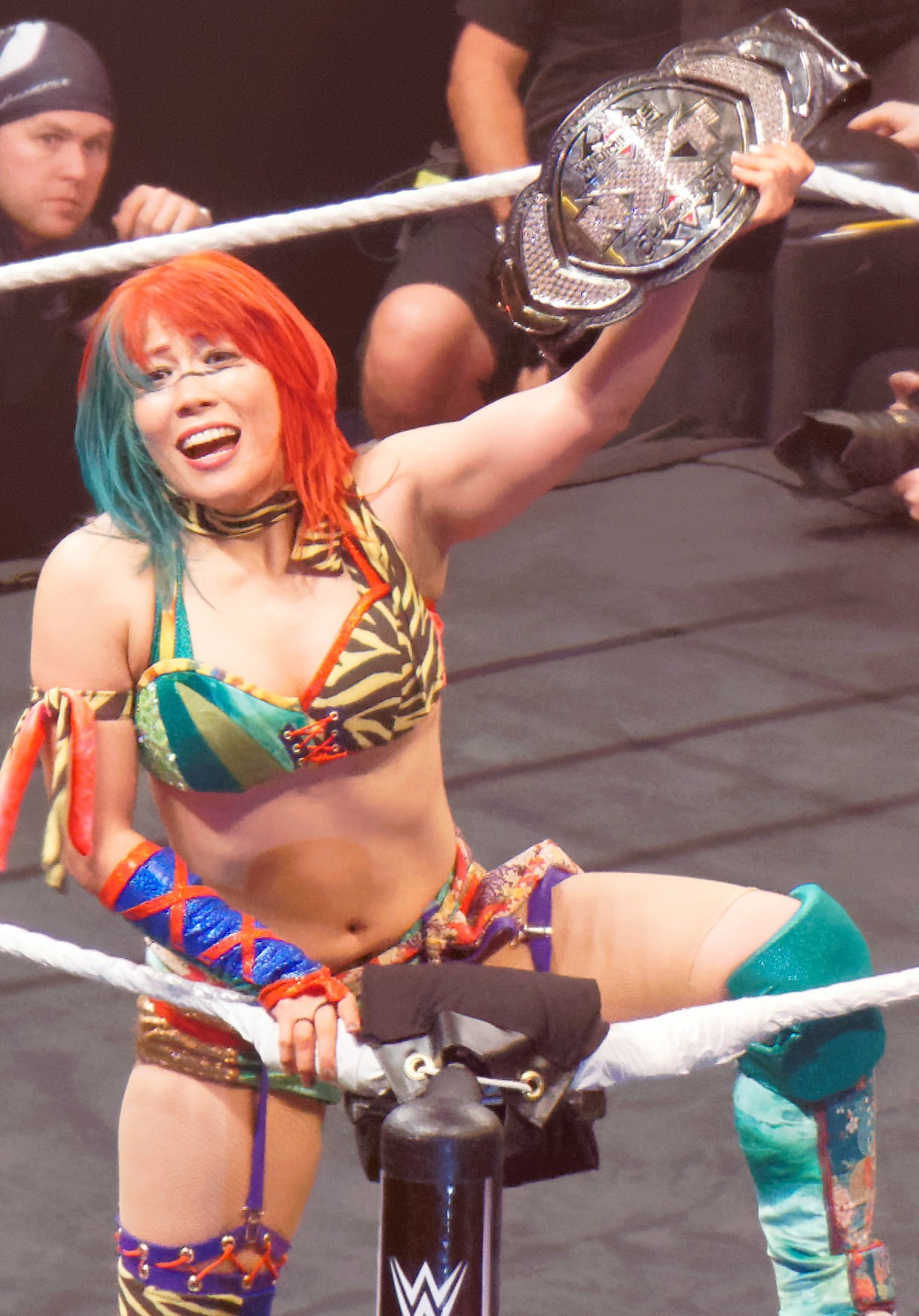
أسكا هي بطلة لمرة واحدة وأطول فترة حاملة للقب بطولة NXT للسيدات

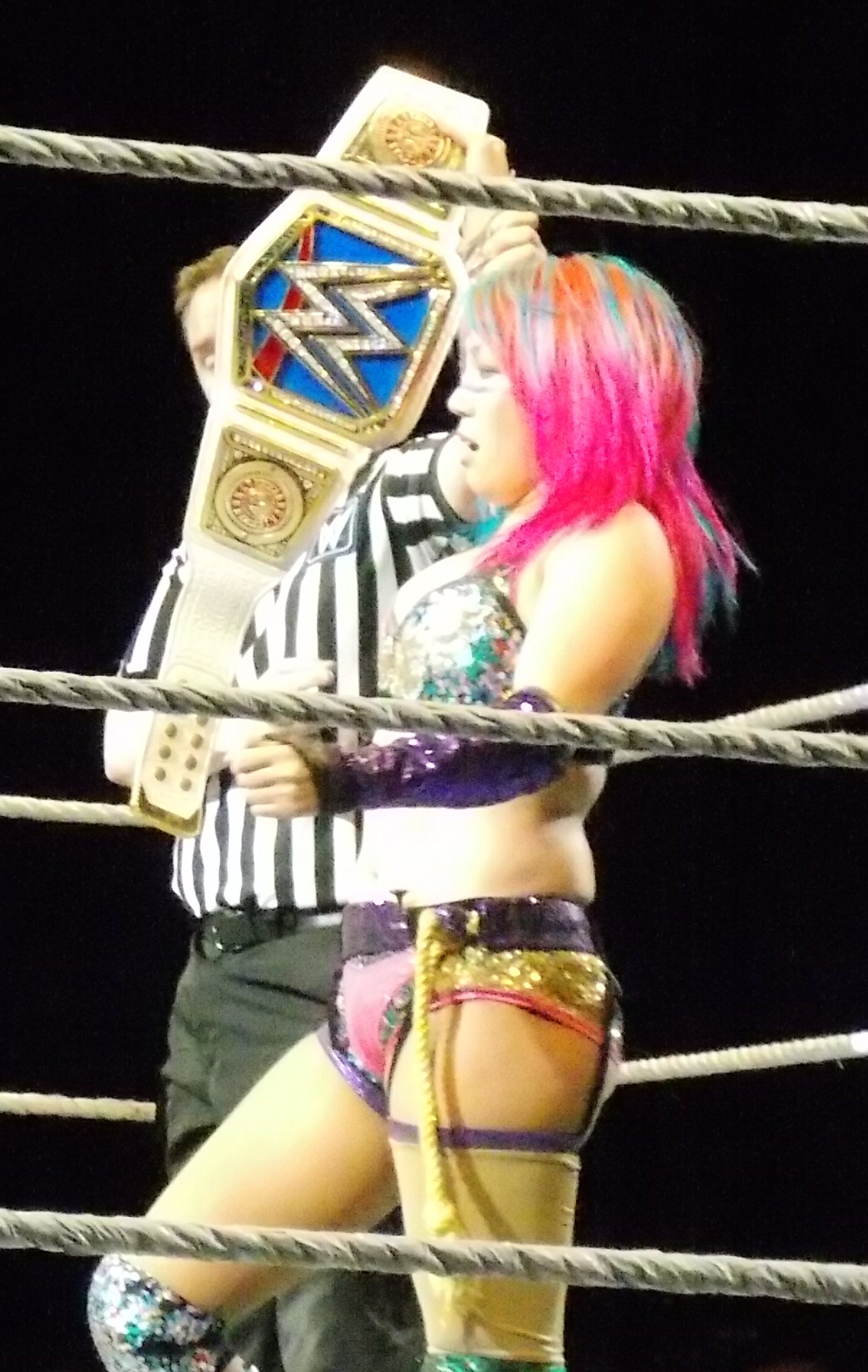
أسكا هي أيضًا بطلة سابقة لبطولة سماكدوان للسيدات.

كانت تعرف سابقًا باسم كانا (華 名)، وبدأت مسيرتها المهنية في المصارعة في ترويج AtoZ في يونيو 2004، حيث بقيت حتى التقاعد في مارس 2006. عادت إلى الحلبة بعد عام ونصف، وبدأت في العمل لحسابها الخاص  للأعمال مثل JWP Joshi Puroresu و NEO Japan Ladies Pro-Wrestling و Pro Wrestling Wave و Reina Joshi Puroresu و Smash و Wrestling New Classic (WNC).  وتشمل إنجازاتها الفوز ببطولة JWP Openweight Championship ، NEO Tag Team Championship ، Reina World Women's Championship ، Smash Diva Championship و Wave Tag Team Championship.
في أغسطس 2015، وقعت أوراي على صفقة تطوير مع دبليو دبليو إي، مما جعلها أول مصارعة يابانية توقع مع الشركة منذ أكثر من 20 عامًا.  بعد أن أمضت عامين في فرع NXT التطويري في WWE ، حيث كانت بطلة سابقة في NXT للسيدات (مع فترة 510 أيام هي أطول حاملة في تاريخ هذا اللقب)، تم نقل آسكا إلى القائمة الرئيسية للترويج في سبتمبر 2017. بالإضافة إلى ذلك، وصفتها الشركة بأنها تمتلك «أطول خط غير مهزوم في تاريخ WWE» لمدة 914 يوم. في يناير 2018، كانت الفائزة الأولى في مباراة رويل رامبل النسائية.  وهي أيضًا بطلة سماكدوان النسائية السابقة، وبطولة الفريق النسائية (مع كاوري سين) والفائزة بجائزة ماني إن ذا بانك لعام 2020، مما يجعلها أول من يفوز بمباريات رويل رامبل وماني إن ذا بانك. بعد فوزها في بطولة راو للسيدات، أصبحت آسكا ثالث بطلة تفوز بالتاج الثلاثي للسيدات وثاني بطولة لبطولات جراند سلام للسيدات.
في ديسمبر 2015، صرح ديف ميلتزر من نشرة Wrestling Observer الإخبارية أن أوراي «قد تكون أفضل عاملة في WWE ، رجل أو امرأة».  في عام 2017، أصبحت آسكا أول مصارع يابانية تتصدر قائمة PWI للإناث السنوية، تتضمن تقنياتها العديد من الركلات وعمليات التعليق، مما أعطاها سمعة لأسلوب المصارعة الصارمة.  عملت أوراي أيضًا كمصممة جرافيك مستقلة وصحفية في ألعاب الفيديوهات، ومن خلال عملها مع مايكروسوفت، قامت الشركة برعايتها، وهي ترتدي شعار إكس بوكس 360 على ملابسها في الحلبة.

## الحياة الشخصية
تخرجت من كلية جونيور للفنون بجامعة أوساكا. وقد كتبت لمجلة Xbox وصممت رسومات لـ Nintendo DS والعديد من تطبيقات الهاتف المحمولة; كما تمتلك صالونًا للشعر في يوكوهاما يسمى آخر Heaven.قبل مسيرتها المهنية في المصارعة المحترفة، كانت أوراي تتمتع بخلفية رياضية في كرة الريشة والتزلج على الجليد.